# Financiamento climático no Peru
O financiamento climático no Peru consiste no levantamento de recursos para a mitigação e adaptação às mudanças climáticas que ameçam a economia e qualidade de vida no país. Esses recursos podem ser oriundos de fontes públicas, como o Orçamento Geral do Estado; fontes privadas, como empresas e ONGs; ou ainda, de cooperação internacional, como fundos multilaterais.:298-299

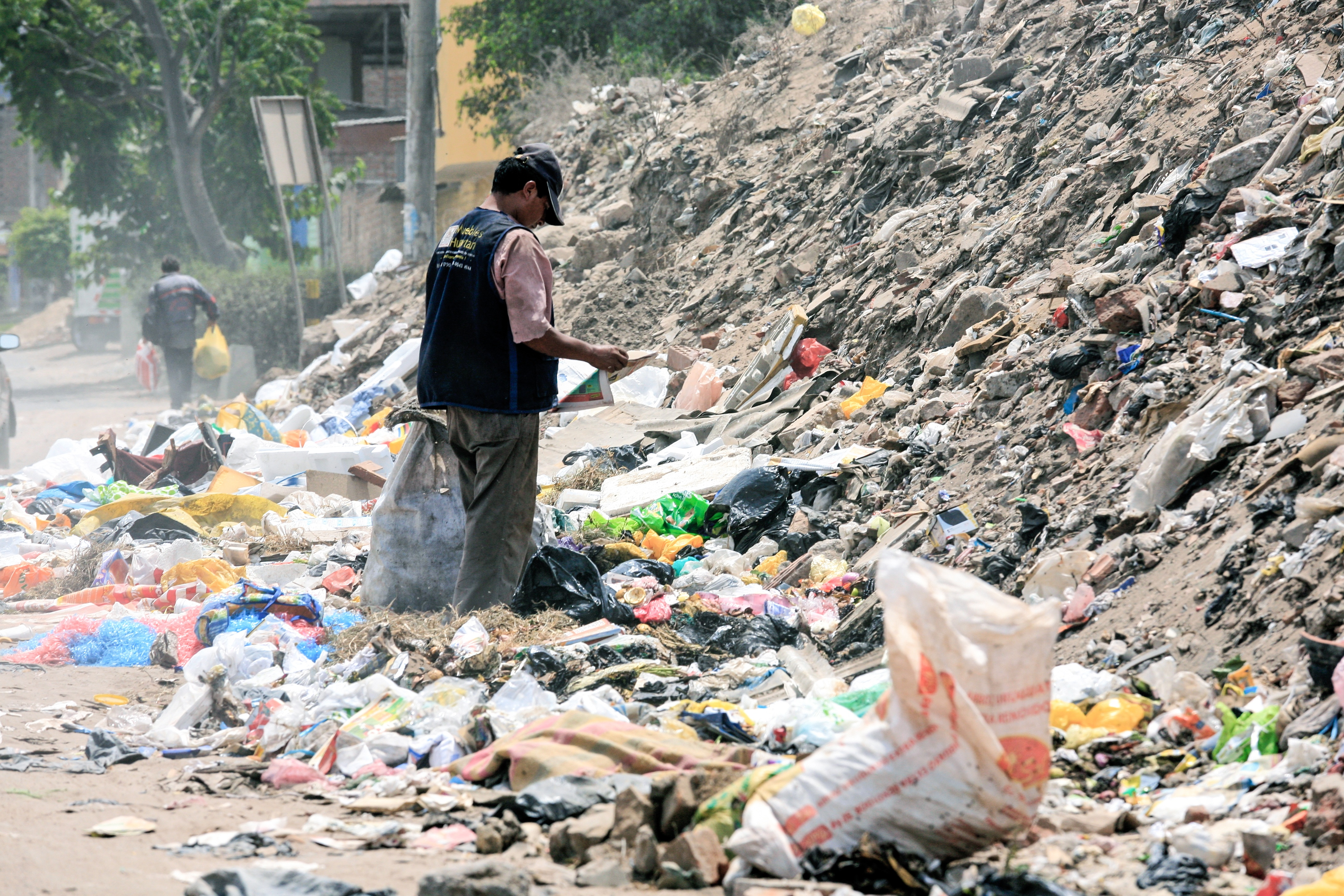
Um dos principais problemas ambientais do Peru é a contaminação do solo por má gestão de resíduos.

O Peru é considerado um país megadiverso, lar de 70% da biodiversidade do planeta. Enfrentando problemas ambientais como escassez hídrica, desertificação e contaminação do solo, sua vulnerabilidade às mudanças climáticas é muito alta e, segundo o Ministério do Meio Ambiente, a não implantação de medidas de adaptação à crise climática no Peru causaria uma redução de 11 a 20% do PIB do país até 2050.:14
Mediante atualização de sua Contribuição Nacionalmente Determinada para o período de 2021-2030, o Peru reforçou seu compromisso em cinco áreas temáticas prioritárias com 91 medidas de adaptação e outras 62 medidas de mitigação das mudanças climáticas, também divididas entre 5 áreas distintas. O objetivo geral de mitigação é reduzir 30% das emissões até 2030.:9

## Contexto climático e vulnerabilidades
Desde o período colonial, o desenvolvimento econômico do Peru está ligado ao uso de recursos naturais como a exploração mineral, que ganhou força na década de 1970. Com o crescimento populacional, a exploração de recursos naturais passou a representar uma ameaça ainda maior para o meio ambiente do país, trazendo consequências como queda na qualidade de recursos hídricos e solos, além de contaminações relacionadas à falta de infraestrutura para disposição final de resíduos sólidos.:13

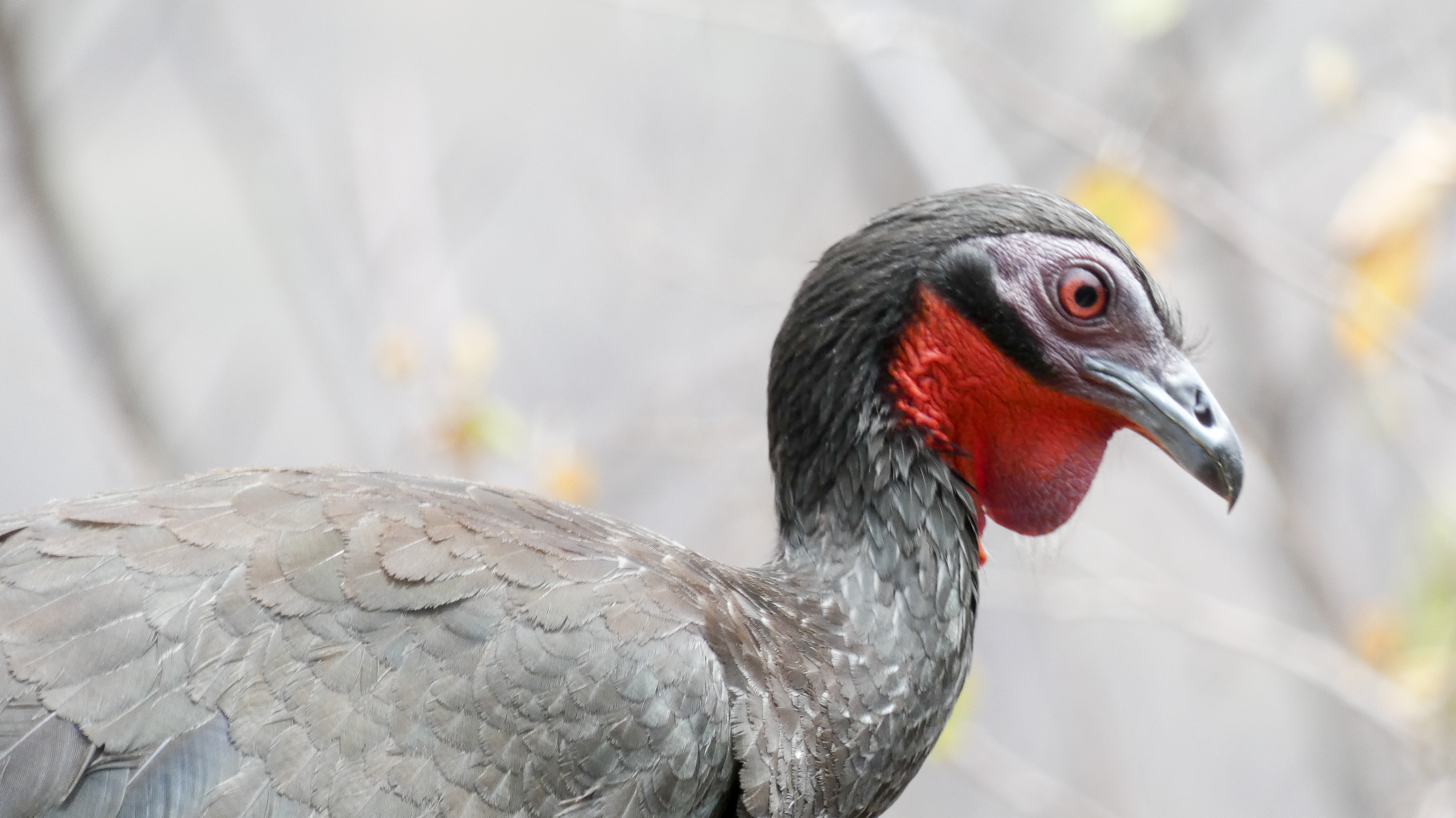
Jacu-de-asa-branca, espécie endêmica do Peru e ameaçada de extinção.

Como um dos países que abriga 70% da biodiversidade do planeta, o Peru possui cerca de 6288 espécies endêmicas distribuídas em 24 ecorregiões com 38 climas diferentes. Consequentemente, a vulnerabilidade do país às mudanças climáticas é alta, com sete das nove características estabelecidas pela Convenção-Quadro das Nações Unidas sobre as Alterações Climáticas::15
- Áreas costeiras de baixa altitude;
- Áreas áridas e semiáridas;
- Áreas propensas a inundações, secas e desertificação;
- Ecossistemas montanhosos frágeis;
- Áreas propensas a desastres;
- Áreas de alta poluição atmosférica urbana;
- Economias altamente dependentes da renda gerada pela produção e uso de combustíveis fósseis.

Com 71% das geleiras tropicais do planeta, o Peru também enfrenta os efeitos da perda de 42% da cobertura glacial da Cordilheira Branca de 1970 a 2020, diminuindo consequentemente as suas reservas de água na região. Mesmo com reservas de água consideráveis, a distribuição hídrica no Peru não condiz com a sua distribuição populacional, já que áreas com grande concentração de pessoas são abastecidas por fontes com a menor concentração de água.:5:58, 331
| Vertente hidrográfica | Percentual de água disponível | Percentual populacional |
| --------------------- | ----------------------------- | ----------------------- |
| Atlântico             | 97,91%                        | 33,32%                  |
| Pacífico              | 1,76%                         | 62,53%                  |
| Titicaca              | 0,32%                         | 4,15%                   |

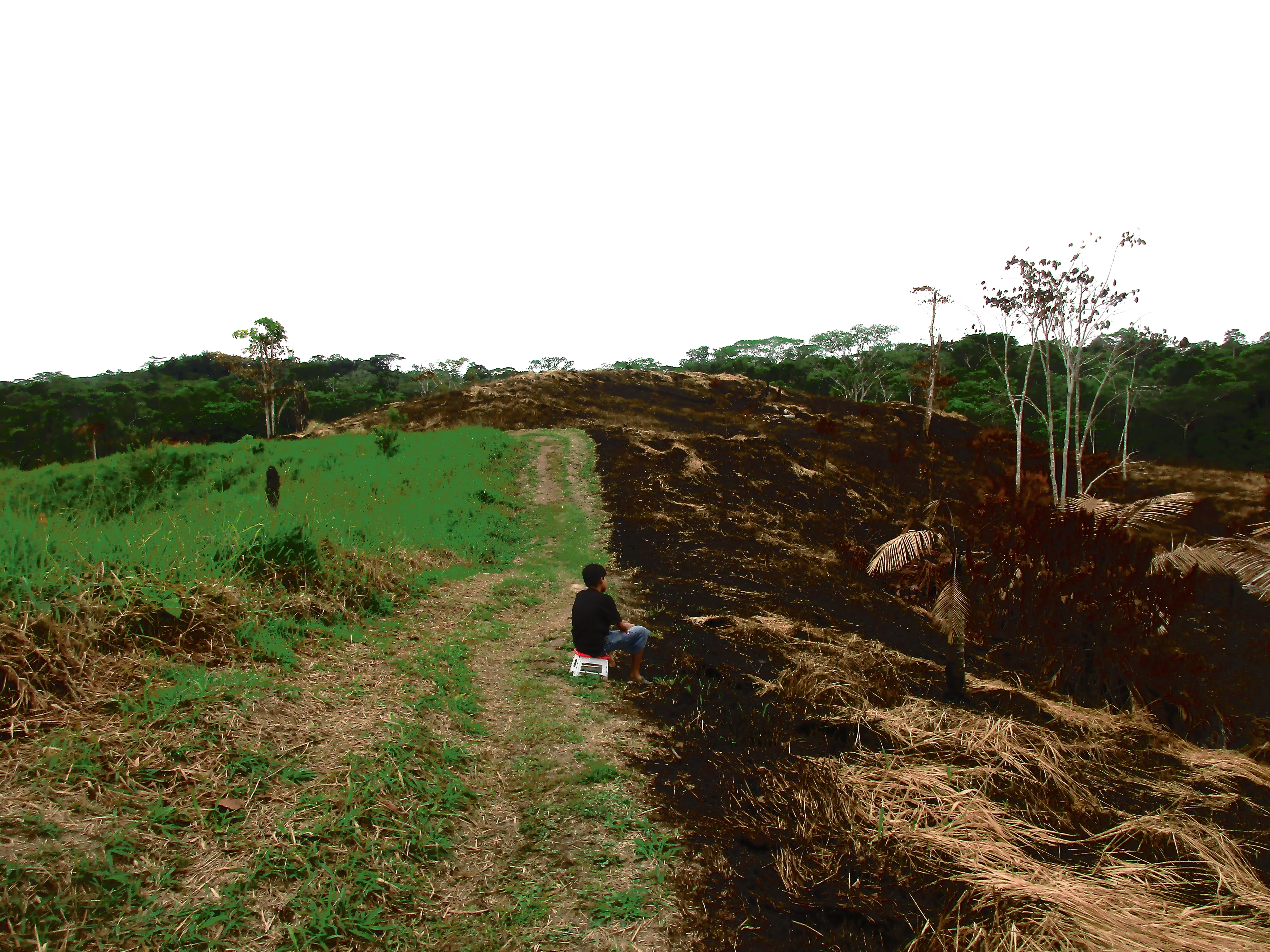
Desmatamento em Barrio Floridos, distrito de Iquitos.

A região amazônica do Peru é a segunda maior em extensão territorial:185 e é ameaçada pela mineração ilegal, com destaque para as atividades em La Pampa em 2017, onde foi registrado o maior índice de perda de cobertura desde 1985.
Segundo informe do Ministério do Meio Ambiente, a não implantação de medidas de adaptação às mudanças climáticas no Peru causaria uma redução de 11 a 20% do PIB do país até 2050.:14

## Marcos legais e institucionais
Sob a cobertura do Ministério do Meio Ambiente, o Estado do Peru designou o Vice-Ministério de Desenvolvimento Estratégico de Recursos Naturais (VDERN), especialmente a sua Direção-Geral de Mudanças Climáticas e Desertificação (DGCCD), como entidade responsável pelo cumprimento dos compromissos estabelecidos na Convenção-Quadro das Nações Unidas sobre a Mudança do Clima e na Convenção das Nações Unidas para o Combate à Desertificação.
No âmbito legal, o Peru possui leis e decretos que regulamentam os investimentos em projetos ligados ao desenvolvimento sustentável, com destaque para a Lei n.º 30754 ou Ley Marco de Cambio Climático (lit.  "Lei-Quadro sobre Mudanças Climáticas") de 2018, que "visa estabelecer os princípios, as abordagens e as disposições gerais para coordenar, articular, projetar, implementar, relatar, monitorar, avaliar e disseminar políticas públicas para o gerenciamento abrangente, participativo e transparente das medidas de adaptação e mitigação das mudanças climáticas".:9-10
A Lei-Quadro de Mudanças Climáticas também estabelece que o Estado é responsável por criar um plano de ação que previna e reaja à migração forçada, ocasionada por efeitos das mudanças climáticas.
Em 2024, o Ministério do Meio Ambiente do Peru aprovou a Estratégia de Financiamento Climático (EFC) através da Resolução Ministerial N.° 00440-2024-MINAM. A EFC visa orientar entidades estatais e não estatais para incentivar o financiamento de iniciativas em mitigação e adaptação das mudanças climáticas.:7

## Financiamento público
Segundo a Lei n.º 30754, o Estado do Peru é responsável por analisar o custo-benefício, identificar mecanismos que melhorem o acesso ao financiamento, criar um sistema para rastrear o financiamento climático e realizar informes sobre o financiamento climático levantado.
O Grupo de Trabajo Multisectorial (GTM) foi o agente responsável pela orientação da implantação das metas estabelecidas na Contribuição Nacionalmente Determinada (CND). Para isso, foi composto por diversos ministérios que somaram esforços para definir as diretrizes gerais de orientação para os setores diretamente ligados à NDC. As operações do GTM foram encerradas em dezembro de 2018.:3

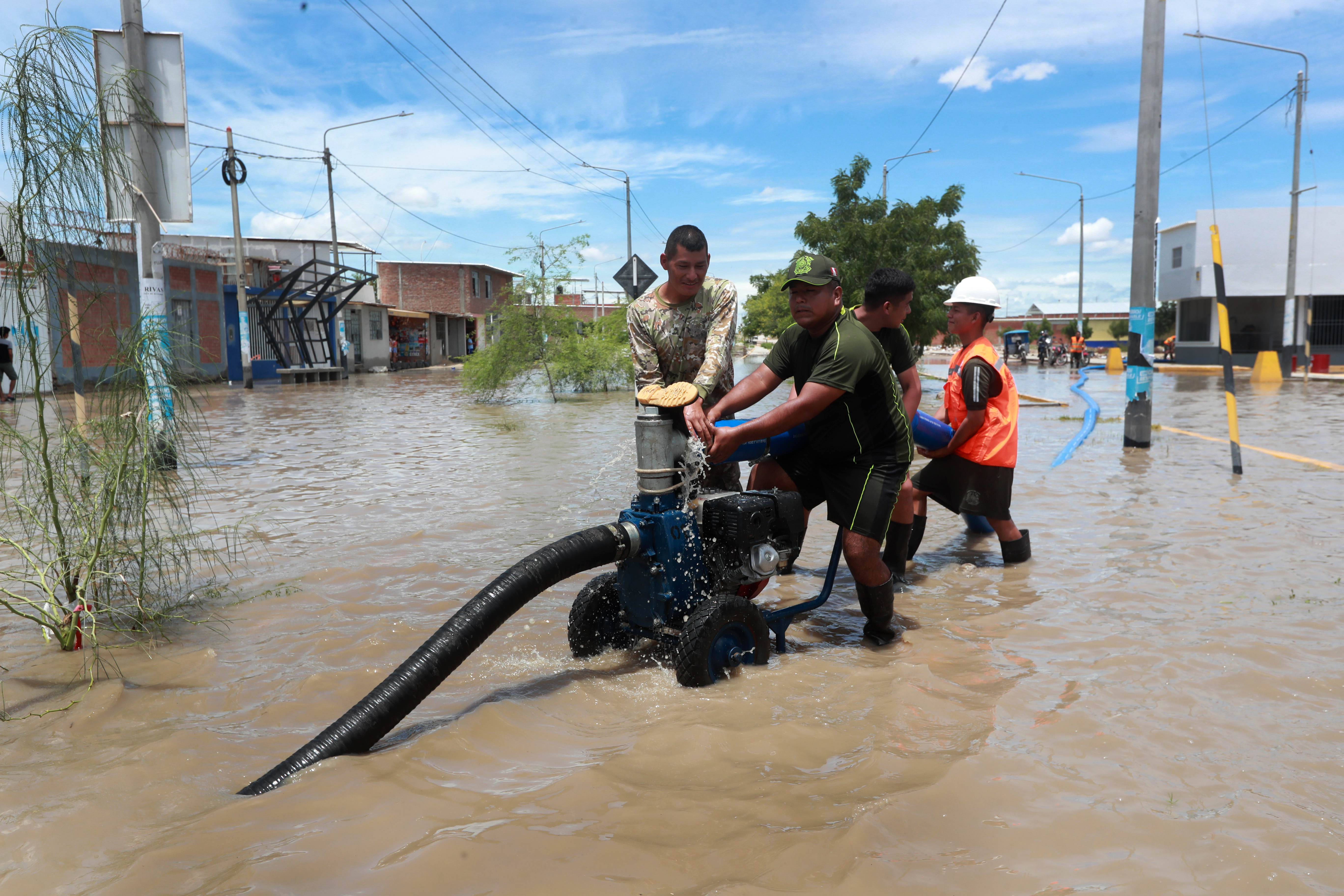
Inundação causadas pelo Ciclone Yaku. Estima-se um gasto de mais de 1,3 milhões de sóis do orçamento público para mitigação dos efeitos do desastre natural.

Conforme informações do Ministério de Economia e Finanças do Peru, 46 bilhões de sóis do orçamento geral do Estado foram investidos em projetos para adaptação e mitigação das mudanças climáticas entre 2014 e 2024. Os fundos e órgãos a seguir fazem parte dos atores públicos no financiamento para mitigação e adaptação da crise climática no Peru.
- Ministério do Meio Ambiente (MINAM) e Ministério da Economia e Finanças (MEF) - ambos fazem a frente nacional peruana na administração de recursos públicos e demais fundos para questões climáticas;[24]
- Fundo Fiduciário - fundo alimentado pelos recursos recebidos por multas e infrações ambientais segundo a legislação vigente do país. Administrado pelo MINAM;[25]
- COFIDE - Banco de desenvolvimento do Peru, uma empresa pública ligada ao desenvolvimento sustentável com programas de crédito para projetos que impulsionam a economia verde;[26][27]
- Fondo Para Intervenciones ante la Ocurrencia de Desastres Naturales (FONDES) - Fundo permanente para mitigação de efeitos de desastres naturais.[28][29]

## Financiamento privado
De modo geral, a contribuição do setor privado para a concretização das metas estabelecidas pela CND do Peru é limitada e carece de levantamentos oficiais.:21-22
Em 2020, o Fondo de Promoción de las Áreas Naturales Protegidas del Perú (Profonanpe) assumiu as funções de administração do fundo nacional (FONAM). A gestão do Profonanpe é público-privada, com recursos provenientes de fontes bilaterais e multilaterais de financiamento climático, setor empresarial nacional e governos e fundos internacionais.
Algumas empresas peruanas também atuam para mitigar os efeitos das mudanças climáticas. Em 2022, reconhecendo seu impacto ambiental, empresas da indústria de cimentos, aeronáutica e mineração anunciaram o comprometimento com metas de melhorias até 2050.
As ONGs são agentes importantes na parcela de projetos privados para impulsionar soluções sustentáveis no país. Dentre essas, a Sociedad Peruana de Derecho Ambiental, que atua em projetos como a proteção de nascentes e defensores ambientais e contra a contaminação ambiental; e o Movimiento Ciudadano frente al Cambio Climático, com foco em justiça climática.

## Cooperação internacional e financiamento externo
Segundo informe de 2018 dos bancos Africano de Desenvolvimento, Asiático de Desenvolvimento, Europeu de Investimento, Interamericano de Desenvolvimento, Islâmico de Desenvolvimento e Banco Mundial, o Peru recebeu US$ 901 milhões em recursos multilaterais para a crise climática entre 2015 e 2018.
Algumas fontes e programas internacionais que atuam no Peru com projetos de financiamento climático são::23
- Banco Interamericano de Desenvolvimento;[42]
- Climate Finance Accelerator (Reino Unido);[43][44]
- Fundo Verde para o Clima;[45][46]:3
- Fundo Global para o Meio Ambiente;[47]
- REDD+;[48][46]:9
- Deutsche Gesellschaft für Internationale Zusammenarbeit (GIZ);[49]
- Helvetas;[50]
- Agência de Cooperação Internacional do Japão.[51][52]:26

## Principais setores beneficiados e resultados
Segundo a CND do Peru, os setores prioritários para medidas de adaptação estão divididos em cinco (agricultura; florestas; pesca e aquicultura; saúde; e água), com 91 medidas distribuídas entre os mesmos. Na atualização para o período de 2021-2030, o Peru anunciou a inclusão de duas novas áreas temáticas para adaptação (turismo e transporte).:15
Já para a mitigação das mudanças climáticas o objetivo é reduzir 30% das emissões até 2030, para isso foram definidas 62 medidas para 5 setores distintos (energia; processos industriais e uso de produtos; resíduos; uso da terra; mudança no uso da terra e florestas; e agricultura).:12
Os gráficos a seguir ilustram a divisão de medidas de adaptação e mitigação entre os setores contemplados na CND:
<div style="border:solid transparent;position:absolute;width:100px;line-height:0;
<div style="border:solid transparent;position:absolute;width:100px;line-height:0;
Distribuição das medidas de adaptação
Distribuição das medidas de mitigação

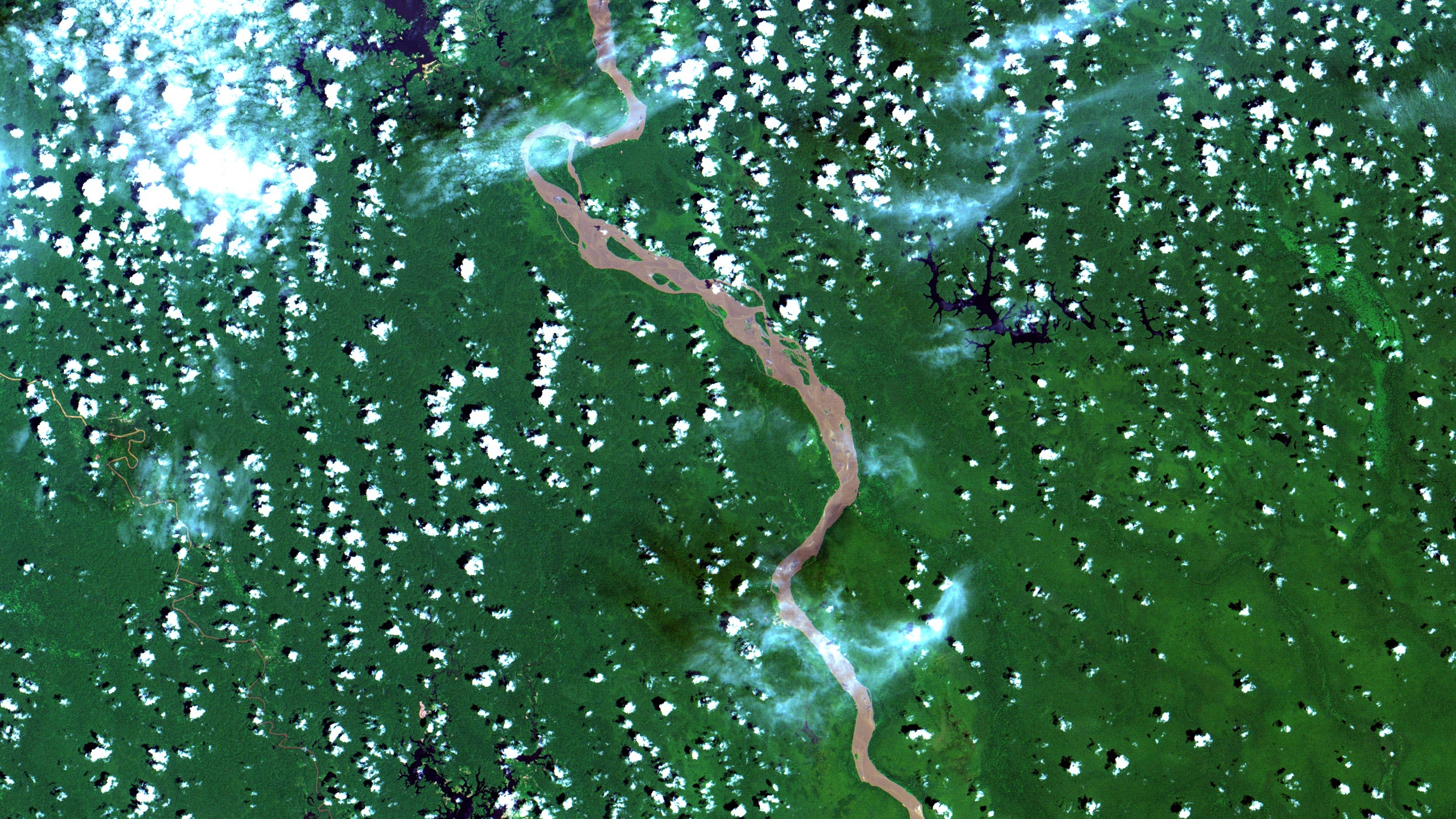
Imagem de satélite da zona úmida de Abanico del Pastaza, sítio Ramsar beneficiado pelo projeto.

Entre 2017 e 2024, o projeto "Construindo Resiliência nas Zonas Úmidas da Província de Datem del Marañón, no Peru" foi executado com fundos internacionais e nacionais, totalizando 9 milhões de sóis investidos para "melhorar as capacidades de resiliência das comunidades indígenas que vivem em ecossistemas de zonas úmidas ricos em estoques de carbono [..], bem como melhorar seus meios de subsistência e reduzir as emissões de gases de efeito estufa causadas pelo desmatamento", segundo o Profonanpe, entidade executora do projeto.
O Programa Qori Q’oncha, iniciado em 2008, é uma iniciativa de compensação de carbono apoiada no uso de biocombustíveis para que famílias da zona rural aqueçam alimentos no inverno peruano, reduzindo a quantidade de lenha utilizada e as emissões de carbono.

## Críticas e controvérsias
O Peru enfrenta críticas quanto à transparência e frequência de atualização de informes de investimentos no âmbito climático.:13,19
A disposição final de resíduos sólidos é uma das preocupações peruanas na preservação do meio ambiente. Entretanto, o país também é alvo de críticas na gestão deste problema, em que 60% dos resíduos sólidos são formalmente recolhidos e apenas 1% reciclados.
Em 2024, povos nativos, ambientalistas e organizações internacionais expressaram preocupação com alterações nas leis desmatamento que poderiam facilitar o uso indevido de terras ao tirar da competência do Ministério do Meio Ambiente a determinação de “florestas de produção permanente”, locais em que os recursos florestais e da vida selvagem podem ser explorados.

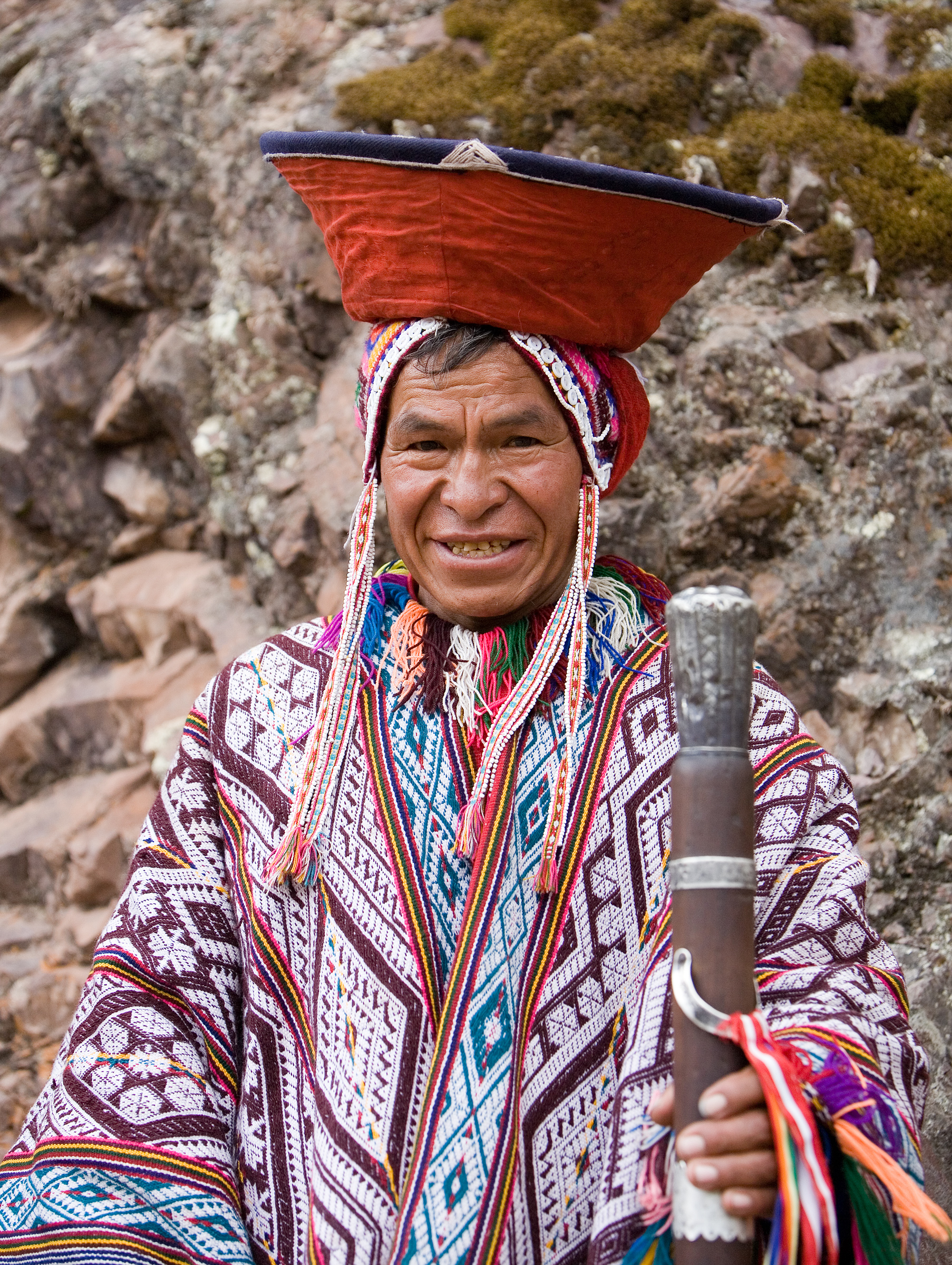
Homem em trajes de uma comunidade tradicional dos Andes. Písac, sul do Peru.

## Perspectivas futuras
Para 2030, a meta peruana é de redução de 30% das emissões, com uma meta condicionada 10% adicional mediante financiamento internacional.:9 A neutralidade de carbono é uma das metas estudadas pelo país para 2050.:23
Em março de 2024 foi anunciado um financiamento destinado à adaptação às mudanças climáticas em comunidades andinas do sul do Peru, intitulado "Puna resiliente", colocado em execução entre 2023 e 2027. O projeto conta com uma parceria entre os governos peruano, alemão e canadense, somando um montante de cerca de 85 milhões de euros. A expectativa para o projeto é que seja alcançada a restauração e a conservação de ecossistemas alto aldinos, o que, consequentemente, traria melhorias para as atividades agrícolas e pecuárias da região.